# Baghmara
Baghmara és una ciutat i municipalitat de Meghalaya, Índia, capital del districte de South Garo Hills. Està situada a 113 km de Tura i prop de la frontera de Bangladesh, i està creuada per un riu. A uns 45 km hi ha la cova Siju.
Segons el cens del 2001 la població és de 8.643 habitants.